# 증평군립도서관
증평군립도서관(曾坪郡立圖書館)은 대한민국 충청북도 증평군 소재의 군립 도서관이다.

## 연혁
- 2014년 3월 도서관 건물 준공
- 2014년 4월 1일 도서관 개관

## 시설현황
- 1층 : 유아&어린이자료실, 전시홀, 북카페
- 2층 : 디지털자료실, 종합자료실, 회의실, 사무실
- 3층 : 평생학습실, 일반열람실
- 옥상 : 하늘정원

## 이용 안내
이용 시간
- 유아&어린이자료실(화~금) : 09:00~20:00
- 종합자료실, 학습실, 북카페(화~금) : 09:00~22:00
- 디지털자료실(화~금) : 09:00~18:00
- 주말(토요일, 일요일)이용시간 : 09:00~18:00

휴관일
- 매주 월요일
- 국경일, 정부에서 지정하는 공휴일
- 관장이 지정하는 임시휴관일